# Torbogen (Inveraray)

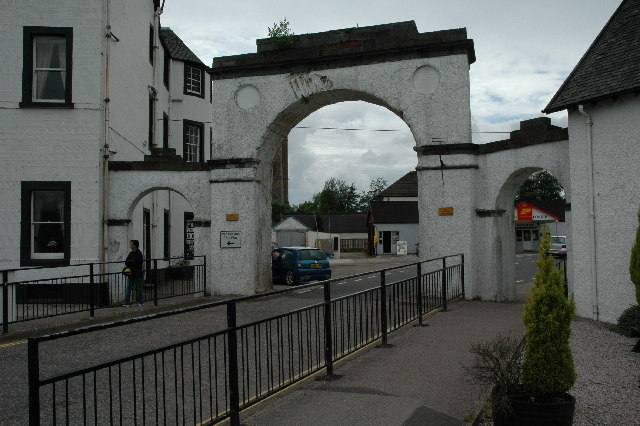
Der Torbogen von Inveraray

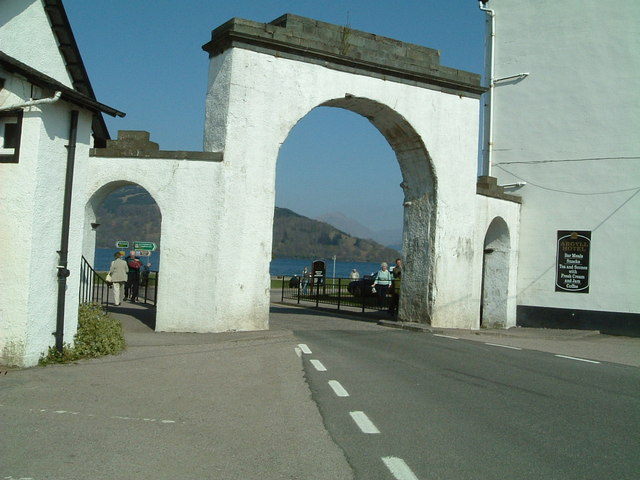
Der Torbogen in nördlicher Richtung

Der Torbogen von Inveraray befindet sich in der schottischen Stadt Inveraray. Er liegt am Kopf der Dalmally Road, auf welcher die A819 durch die Stadt führt. Unweit des Torbogens befindet sich das Ufer von Loch Fyne direkt an der A83, die den Süden der Council Area Argyll and Bute bis zur Halbinsel Kintyre an den Central Belt anschließt. Sie grenzt direkt an das Hotel The Great Inn an.
Wie bei zahlreichen Bauwerken der Planstadt Inveraray war der Architekt Robert Mylne für die Planung verantwortlich. Der Bau wurde um das Jahr 1790 abgeschlossen. 1966 wurde der Torbogen in die schottischen Denkmallisten in der höchsten Kategorie A aufgenommen. Das Bauwerk befindet sich auf Grund des Verkehrs und der Witterungsbedingungen in schlechtem Zustand.

## Beschreibung
Das Bauwerk besteht aus einem hohen Segmentbogen, der beidseitig von kleineren Bögen eingefasst ist. Die äußeren Bögen stehen hierbei im stumpfen Winkel zum zentralen Bogen. Sie führen heute Fußgängerwege während die Straße durch den zentralen Bogen verläuft. Die äußeren Bögen schließen mit einem einfachen Zierband ab. Dieses ist über den mittigen, höheren Bogen fortgeführt. Dort befinden sich oberhalb des Bandes beidseitig blinde Ochsenaugen. Er ist mit einfachem Quadermauerwerk bekrönt Das Bauwerk ist in der traditionellen Harling-Technik verputzt.